# 青森県立郷土館
青森県立郷土館（あおもりけんりつきょうどかん、Aomori Prefectural Museum）は、青森県青森市本町にある県立の博物館。1973年（昭和48年）9月に開館した青森県内唯一の総合博物館である。
耐震診断により耐震診断基準の目標値を下回った為、令和2年10月20日から臨時休館しており、施設の移転が検討されている。

## 収蔵・展示
明治百年を記念して設立計画が立てられた。
古文書や青森市三内丸山遺跡の出土品など2017年（平成29年）約10万点を所蔵している。
主要な収蔵・展示は、重要文化財に指定された青森市三内丸山遺跡の出土品、遮光器土偶で知られるつがる市亀ヶ岡遺跡、八戸市是川遺跡をはじめとする考古分野に豊富な資料を有する。ほか、世界遺産に登録された白神山地などの自然分野、歴史分野、民俗分野、産業分野などがある。
美術品の多くは2006年7月13日に開館した青森県立美術館へ移管された。
展示室構成は、以下のとおり。
考古展示室…青森県内で出土した旧石器時代から、縄文・弥生時代までの遺物を展示。
自然展示室…青森県内の動植物・鉱物・化石などを展示。
歴史展示室…青森県に関する古墳時代から現代までの資料を展示。古墳時代から中世までの出土資料のほか、近世以降の絵馬や工芸品も展示している。
民俗展示室…青森県の伝統的な庶民の生活に関わる資料を展示。農林漁業の道具をはじめとして、祭りや民間信仰にかかわる資料も展示。
りんごと青森県展示室…青森県のリンゴ栽培にまつわる資料を展示。
郷土学習室：わくわくたいけんルーム…資料に手で触れることができるほか、映像視聴などができる学習室。
輝いた郷土の先人展示室…棟方志功、今純三、淡谷のり子など、郷土の先人に関する資料を展示。
風韻堂展示室…亀ヶ岡遺跡出土資料を中心とする「風韻堂コレクション」の資料を展示。

## 建物
建物のうち正面玄関から向かって左側の棟は、1931年築の旧第五十九銀行青森支店、のちに旧青森銀行本店となっていた。旧青森銀行本店は1945年（昭和20年）の青森大空襲でも焼失を免れた。この部分の建物は、国の登録有形文化財となっている。

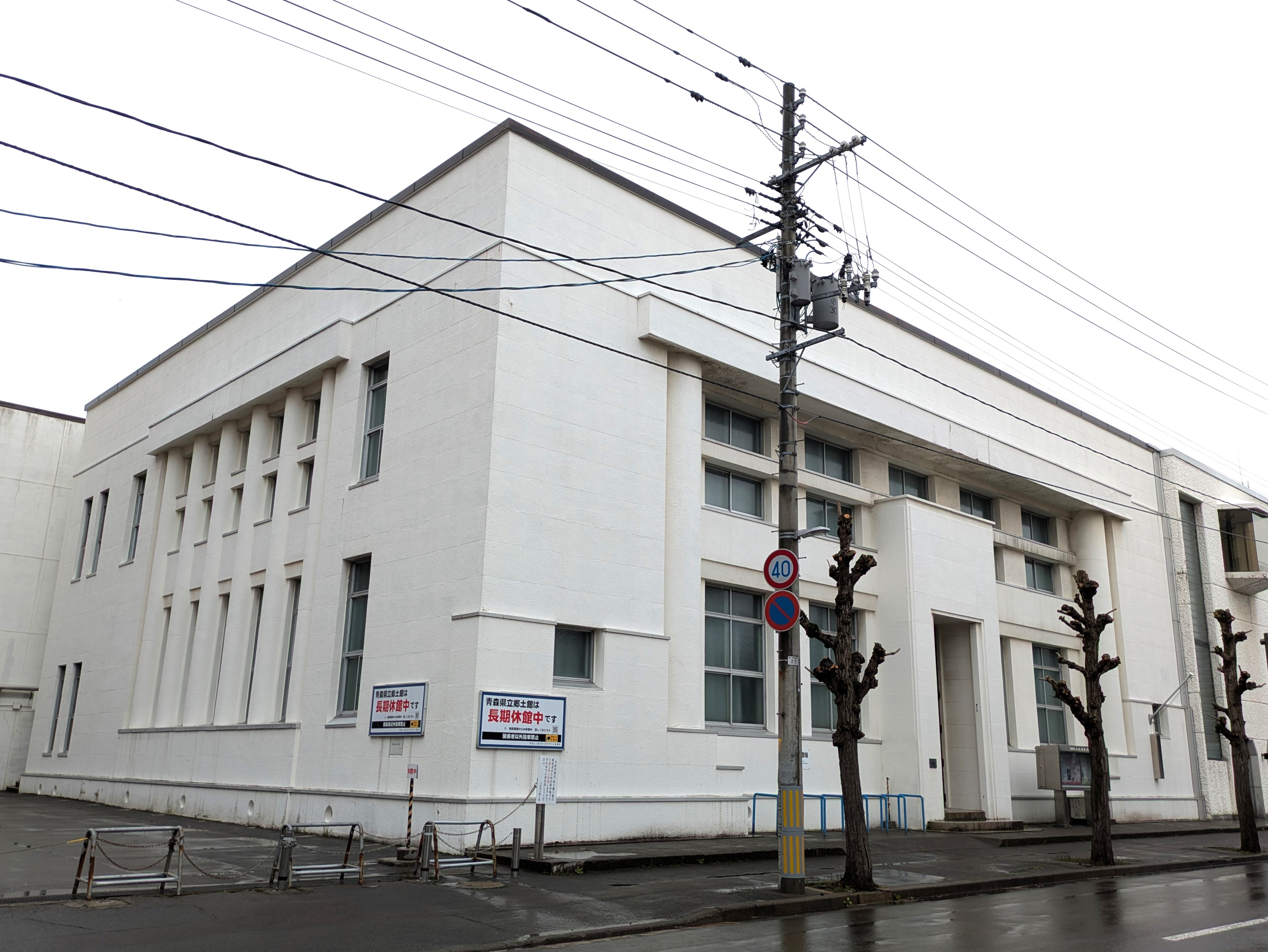
旧青森銀行本店

## 交通
- JR東日本/青い森鉄道青森駅から徒歩20分。タクシーでは5分。または、同駅から青森市民バス (八洲交通)青柳線県立中央病院行きに乗車、本町五丁目バス停で下車し、徒歩1分。
- あおもりシャトルdeルートバスねぶたん号

　　新青森駅前東口3番乗り場より、棟方志功記念館行きにて約30分。県立郷土館前下車。すぐ。※青森市市民バス（八州交通）青柳線本町5丁目とは併設していない。
青森駅前7番乗り場より、棟方志功記念館行きにて約10〜15分。県立郷土館前下車。すぐ。

## 移転計画
2020年から建物の耐震性の不足により休館し、耐震補強など長寿命化が検討されていた。しかし、施設の場所が青森市のハザードマップの津波浸水区域内とされたことから移転が検討されている。